# Black River (Maurícia)
Black River ("rio preto" em inglês) é um distrito da Maurícia. Tem cerca de 20 mil habitantes e 105 km². Tem sede na vila de Tamarin.
|                      | Norte: Oceano Índico | Nordeste: Port Louis   |
| Oeste: Oceano Índico | Black River          | Leste: Plaines Wilhems |
|                      | Sul: Oceano Índico   | Suloeste: Savanne      |